# Paul F. Berliner
Paul Franklin Berliner (* 1946) ist ein amerikanischer Musikethnologe und Musiker (Mbira, Trompete, Perkussion, Kuduhorn).
Berliner beschäftigte sich bereits Mitte der 1960er Jahre mit afrikanischer Musik und nahm in Afrika auf; einige seiner Transkriptionen von traditionellen west- und südafrikanischen Kompositionen wurden durch Paul Winter seit Beginn der 1970er Jahre popularisiert. Erste Feldaufnahmen aus Simbabwe veröffentlichte er 1973; dieses Album The Soul of Mbira wurde für einen Grammy nominiert. 1978 promovierte er sich an der Wesleyan University über die Rolle der Musik in den Traditionen der Shona. Das resultierende Buch wurde von der ASCAP mit deren Deems Taylor Award ausgezeichnet. 1979 legte er bei Flying Fish Records ein eigenes Album vor, das afrikanisches Liedmaterial mit den Spielweisen des Jazz verknüpfte (The Sun Rises Late Here) und für einen Grammy nominiert wurde. Sein 1994 erschienenes Buch über die Interaktionen im Jazz wurde ebenfalls mehrfach ausgezeichnet.
Berliner, der zunächst an der Northwestern University lehrte, ist Professor für Musikethnologie an der Duke University. Seit 2004 ist er Mitglied der American Academy of Arts and Sciences. Auch nahm er als Musiker mit dem Paul Winter Consort (Common Ground, Earth: Voices of a Planet) und mit Claudia Schmidt auf.

## Schriften (Auswahl)
- Music and Spirit Possession at a Shona Bira. In: African Music, Vol. 5, No. 4, 1975/1976, S. 130–139
- The Poetic Song Texts Accompanying the Mbira Dzavadzimu. In: Ethnomusicology, Vol. 20, No. 3, September 1976, S. 451–482
- The Soul of Mbira: Music and Traditions of the Shona People of Zimbabwe. The University of Chicago Press, 1978[2]
- Thinking in Jazz: The Infinite Art of Improvisation. The University of Chicago Press, 1994.